# Barusia maheni
Barusia maheni är en spindelart som först beskrevs av Josef Kratochvíl och Miller 1939.  Barusia maheni ingår i släktet Barusia och familjen Leptonetidae.
Artens utbredningsområde är Kroatien. Inga underarter finns listade.